# Sirolo
Sirolo és un comune (municipi) de la província d'Ancona, a la regió italiana de les Marques. A 1 de gener de 2019 la seva població era de 4.063 habitants.
Sirolo limita amb els municipis d'Ancona, Camerano, Castelfidardo i Numana.